# Vocabulaire radio professionnel
Dans les communications radios, les organismes de sécurité, de forces de l'ordre ou de secours disposent d'un vocabulaire destiné à simplifier et uniformiser les échanges. Certains mots remplacent des phrases ou des ordres, d'autres balisent les communications pour en faciliter la compréhension.
Dans le même ordre d'idées, lorsque l'état de la communication le nécessite, on peut faire usage de l'alphabet radio ou de l'énumération.
Dans le cadre de communication entre personnes de plusieurs nationalités, on utilise fréquemment des termes anglais. Certains termes français sont passés dans le vocabulaire radio international, comme « Silence ! » (souvent transcrit « seelonce »), « Silence fini ! » (« seelonce feenee »), « Panne ! Panne ! » (« pan pan »), « M'aider » (« mayday »).

## Vocabulaire français
| Expression                                   | Signification | Remarque |
| -------------------------------------------- | --- | --- |
| Affirmatif !                                 | Oui | On utilise parfois « Affirme » (notamment en aéronautique), la terminaison « -atif » ne permettant pas de lever la confusion avec le terme « négatif » |
| Attendez !                                   | La station a bien reçu l'appel mais ne peut répondre dans l'immédiat                                                  | On utilise également fréquemment les termes « Attente ! » ou « Patientez ! ». |
| Collationnez !                               | Répétez le message que je viens de transmettre afin d'être sûr qu'il a été bien compris                               | |
| Correct !                                    | Confirmation, « votre assertion est correcte »                                                                        | |
| Essai radio                                  | Demande l'évaluation de la qualité de la communication                                                                | |
| … ici …                                      | Mot clé séparant l'indicatif du destinataire de celui de l'émetteur                                                   | On utilise également fréquemment le terme « … de … » ; par exemple, si la station alpha appelle la station bravo, le message débute par « Bravo ici alpha » ou « Bravo de alpha » |
| J'épelle :                                   | Prévient le destinataire que l'on va épeler un mot.                                                                   | L'armée utilise « je collationne », mais ce terme signifie « je répète le message reçu » sur d'autres réseaux. |
| Négatif !                                    | Non | |
| Parlez !                                     | Fin de mon message, attente d'une réponse                                                                             | On utilise également fréquemment les termes « À vous ! », parfois « Transmettez ! » |
| Pris en direct pour (nom de l’interlocuteur) | Opérateur A parlé à opérateur B et opérateur C signale qu’il a bien reçu l’information car cela le concerne également | il peut y avoir plusieurs opérateurs répondant successivement pour signaler la bonne réception du message. |
| Priorité !                                   | Message important à l’attention de tous (suivi du message)                                                            | Toute personne cesse de parler jusqu’à fin du message prioritaire. |
| Rapidement !                                 | Dès que possible | |
| Réitérez !                                   | J'ai mal compris votre message, répétez                                                                               | Accusé de réception négatif |
| Transmettez !                                | J'ai bien reçu votre demande de communication et je suis à l'écoute                                                   | |
| Terminé !                                    | Fin de communication                                                                                                  | |
| Urgent !                                     | Demande pour interrompre une communication en cours pour passer un message urgent                                     | Peut éventuellement être répété trois fois (« Urgent ! Urgent ! »). |
| Reçu !                                       | Bien compris | On utilise également fréquemment le terme « Bien reçu ! ». Il ne faut pas confondre ceci avec l'estimation de la qualité de réception (réponse à un « Essai radio ! ») |
| Rectification                                | Correction du message précédent                                                                                       | |
| Silence                                      | Interdiction d'émettre pour tous les opérateurs, sauf message urgent ou appel de la station directrice                | Résulte d'un message d'urgence ou précède un message de haute importance. On utilise parfois le terme « Silence radio ». Reste en application jusqu'à l'annonce du message « Silence suspendu ! » ou « Fin de silence radio ». Le message est parfois répété trois fois (« Silence ! Silence ! »). |

## Vocabulaire anglais
| Expression                  | Signification                                                                                          | Remarque |
| --------------------------- | --- | --- |
| ACK                         | Confirmation (de l'anglais Acknowledged = Validé)                                                      | Voir Ack ; équivalent à « Correct ! » |
| ASAP                        | Dès que possible                                                                                       | As Soon As Possible (anglais) ; équivalent à « Rapidement ! » |
| AFFIRMATIVE                 | Oui | Parfois abrégé en AFFIRM ; on utilise également simplement YES |
| BREAK                       | Demande pour interrompre une communication en cours pour passer un message urgent                      | équivalent à « Urgent ! ». En aviation, les contrôleurs utilisent BREAK-BREAK pour séparer les messages destinés à deux aéronefs différents sur les plateformes à fort trafic lorsque la situation l'impose (risque pour la sécurité, fort trafic radio…) ; le message suivi du BREAK ne doit pas être collationné. |
| CLEAR                       | Je quitte le réseau (j’éteins mon poste)                                                               | |
| ETA                         | Heure estimée d'arrivée                                                                                | Estimated Time of Arrival (anglais) |
| ETD                         | Heure estimée de départ                                                                                | Estimated Time of Departure (anglais) |
| MAYDAY                      | Message de détresse avec menace pour une vie humaine                                                   | |
| NACK                        | Accusé de réception négatif                                                                            | Voir Ack ; équivalent à « Répétez ! » |
| NEGATIVE                    | Non | On utilise également simplement NO |
| OVER                        | Fin de mon message, attente d'une réponse                                                              | Équivalent à « Parlez ! », « À vous ! », « Transmettez ! » |
| OUT ou OVER AND OUT         | Fin de communication                                                                                   | Équivalent à « Terminé ! » |
| PAN-PAN                     | Message d'urgence indiquant un problème grave impliquant une assistance immédiate                      | |
| RADIO CHECK                 | Demande l'évaluation de la qualité de la communication                                                 | Équivalent à « Essai radio ! » |
| READ BACK FOR CHECK         | Répétez le message reçu pour que je sois sûr qu'il a été bien compris                                  | Équivalent de « Collationnez ! » |
| ROGER                       | Bien compris                                                                                           | Équivalent à « Reçu ! » ou « Bien reçu ! ». On utilise également RECEIVED, ROMEO ou COPY |
| SILENCE                     | Interdiction d'émettre pour tous les opérateurs, sauf message urgent ou appel de la station directrice | Parfois transcrit phonétiquement « Seelonce ». La fin du silence radio est déclarée par le message « SILENCE FINI », parfois transcrit phonétiquement « Seelonce feenee ». Lorsqu'il s'agit d'un silence imposé par une situation d'urgence, on utilise SILENCE MAYDAY ou SILENCE DISTRESS                          |
| SAY AGAIN                   | Je n'ai pas bien compris le message, répétez                                                           | Équivalent de « Répétez ! » |
| SECURITÉ                    | Je signale un problème de sécurité (problème de navigation, mauvais temps…)                            | Prononcé à la française |
| SEND                        | J'ai reçu votre demande de communication et je suis à l'écoute                                         | Équivalent à « Transmettez ! » |
| SITREP                      | Demande un bilan de la situation à un poste donné                                                      | Situation report (anglais) |
| STATION CALLING … THIS IS … | Début de transmission : indique la station appelée, puis la station appelante                          | Équivalent à « … ici … » ou « … de … » |
| STRIKE                      | Annonce un accident ou un blessé réel lors d'un exercice                                               | |
| WAIT ou STAND BY            | La station a bien reçu l'appel mais ne peut répondre dans l'immédiat                                   | Équivalent à « Attente ! », « Attendez ! », « Patientez ! ». |
| WILCO                       | J'ai bien compris et j'exécute                                                                         | we WILl COmply (littéralement « Nous allons exécuter » en anglais). Voir ROGER. |